# Dehme
Dehme (plattdeutsch: Däime) ist ein Stadtteil der Stadt Bad Oeynhausen im Kreis Minden-Lübbecke in Ostwestfalen.

## Lage
Dehme liegt südlich des Wiehengebirges und westlich der Weser im Nordosten der Stadt Bad Oeynhausen. Im Westen grenzt Dehme an den Stadtteil Eidinghausen, im Süden an den Stadtteil Rehme. Im Osten grenzt der Ort an die Stadtteile Costedt (getrennt durch die Weser) und Barkhausen der Stadt Porta Westfalica, im Norden an die Stadtteile Häverstädt und Dützen der Stadt Minden.
Naturräumlich gesehen liegt der Ort im nördlichen Teil des Ravensberger Hügellands und hat Anteil am Östlichen Wiehengebirge, das auf dem Kamm die Nordgrenze des Ortes bildet. Im äußersten Osten hat Dehme Anteil an den Auelehmgebieten der Weseraue.

## Geschichte

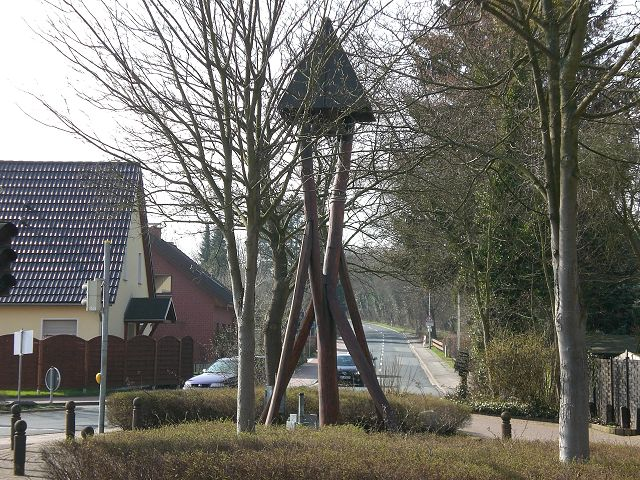
Zum 900-jährigen Bestehen wiedererrichteter Glockenstuhl mit Gemeindeglocke

Erstmals wird Dehme 1088 in einer Urkunde von Bischof Benno II. von Osnabrück erwähnt. Der Ort gehörte bis zu den Napoleonischen Kriegen zur Vogtei Gohfeld im Amt Hausberge des Fürstentums Minden. Von 1807 bis 1810 gehörte Dehme zum napoleonischen Satellitenstaat Königreich Westphalen, in dem der Ort zum Kanton Haddenhausen gehörte. Von 1811 bis 1813 gehörte der Ort unmittelbar zu Frankreich und war dort Sitz der Mairie Dehme im Arrondissement Minden des Departements der Oberen Ems. 1813 fiel der Ort wieder an Preußen und wurde zunächst dem Generalgouvernement zwischen Weser und Rhein unterstellt. 1816 kam der Ort zunächst zum neuen Kreis Herford und seit 1832 gehörte er zum Kreis Minden. Im Kreis Minden gehörte Dehme zum Amt Rehme. Bevor die Gemeinde bei der kommunalen Neugliederung am 1. Januar 1973 Teil der Stadt Bad Oeynhausen wurde, hatte sie eine Fläche von 6,53 km² sowie 2841 Einwohner (31. Dezember 1972).

### Einwohnerentwicklung
Quelle: Webseite über Dehme

## Sehenswürdigkeiten

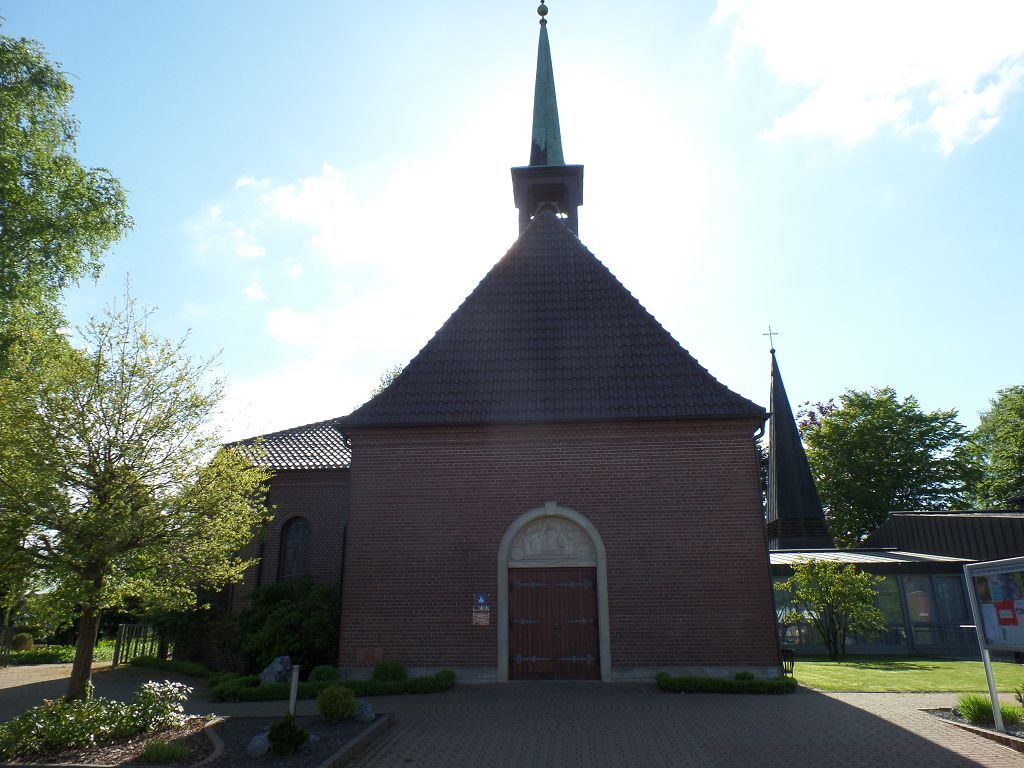
Die ev. Auferstehungskirche zu Dehme

Die Dehmer Burg liegt im Nordosten des Stadtteils am Südhang des Wiehengebirges an der Grenze zum Stadtteil Barkhausen der Stadt Porta Westfalica. Ihre Anfänge wurden auf die vorrömische Eisenzeit (ab 500 v. Chr.) bis in die Römische Kaiserzeit datiert. Es handelt sich um eine Wallburg, die als Fliehburg diente. Archäologische Ausgrabungen fanden in den Jahren 1904 und 1986 statt. Heute ist die Befestigungsanlage ein Bodendenkmal, von dem nur noch etwa 1 m hohe Wallreste vorhanden sind.
Der Vogelpark Dehme wurde 2003 geschlossen.

## Wirtschaft und Verkehr

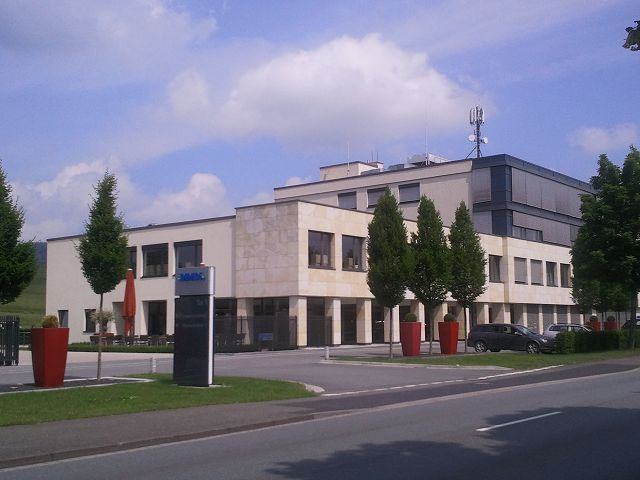
Hauptverwaltung der DENIOS AG im ehemaligen Keramischen Werk Dr. Ungewiss

Die Bundesstraße 61 durchschneidet Dehme etwa parallel zur Weser in Nord-Süd-Richtung. Seit Dezember 2018 ist Dehme über die Anschlussstelle Dehme an die Bundesautobahn A 30 angebunden. Der Fernradweg Weserradweg führt entlang der Weser.
Die DENIOS AG hat ihren Sitz auf dem Gelände einer ehemaligen Ziegelei, die 1984 geschlossen wurde; das Gewerbegebiet hat eine Größe von ca. 10 ha.
Dehme ist seit 2012 Hauptstandort des Grundschulverbunds zwischen Weser und Wiehen, einem Verbund der ehemaligen Grundschulen der Stadtteile Dehme und Volmerdingsen. Außerdem befindet sich in Dehme ein Kindergarten in städtischer Trägerschaft.

## Vereine
Der Vereinsring koordiniert die Aktivitäten der zahlreichen Vereine im Ortsteil.